# Mimeógrafo

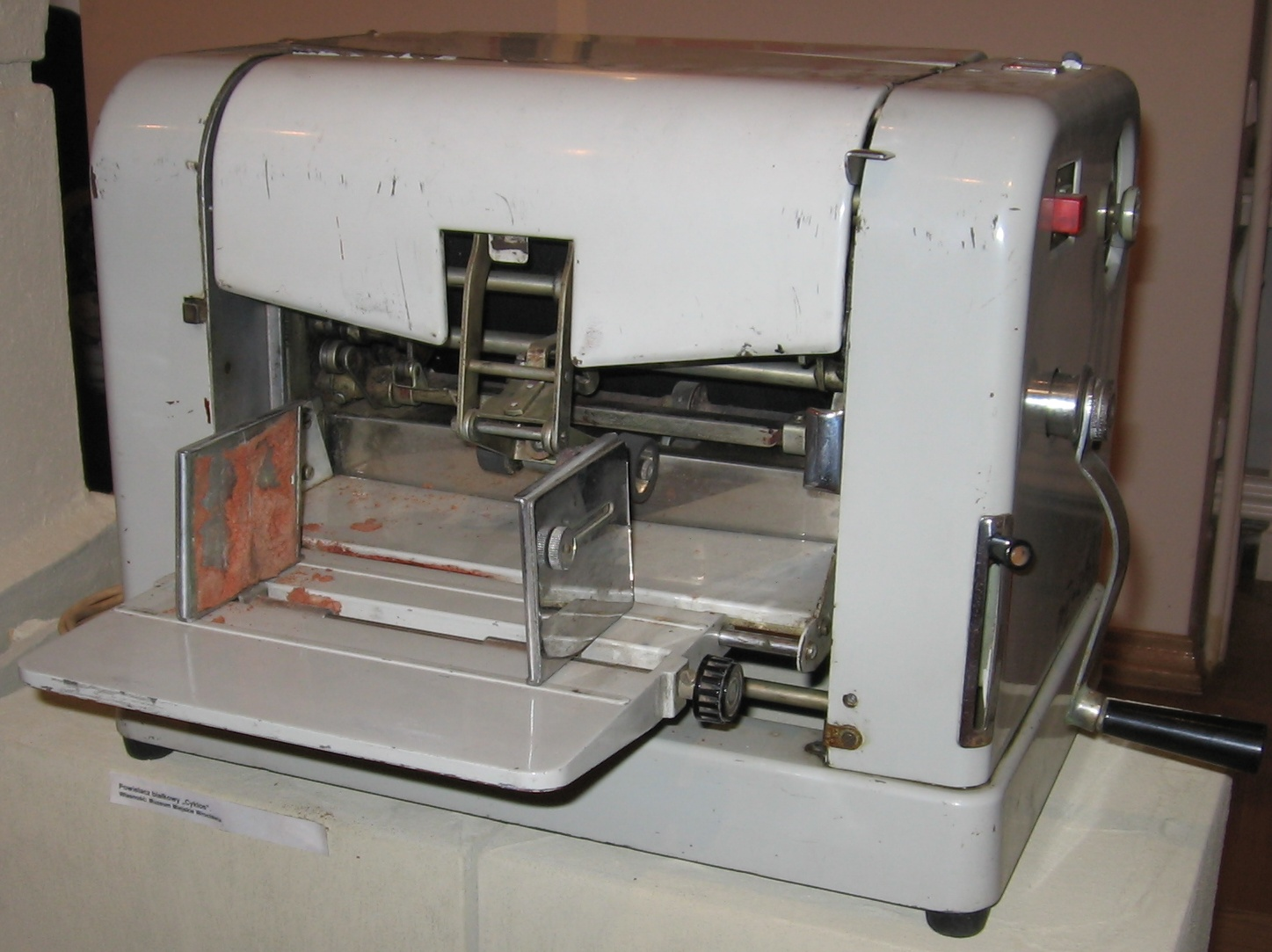
Um mimeógrafo à manivela utilizado na Polônia por opositores ao regime comunista após 1981.

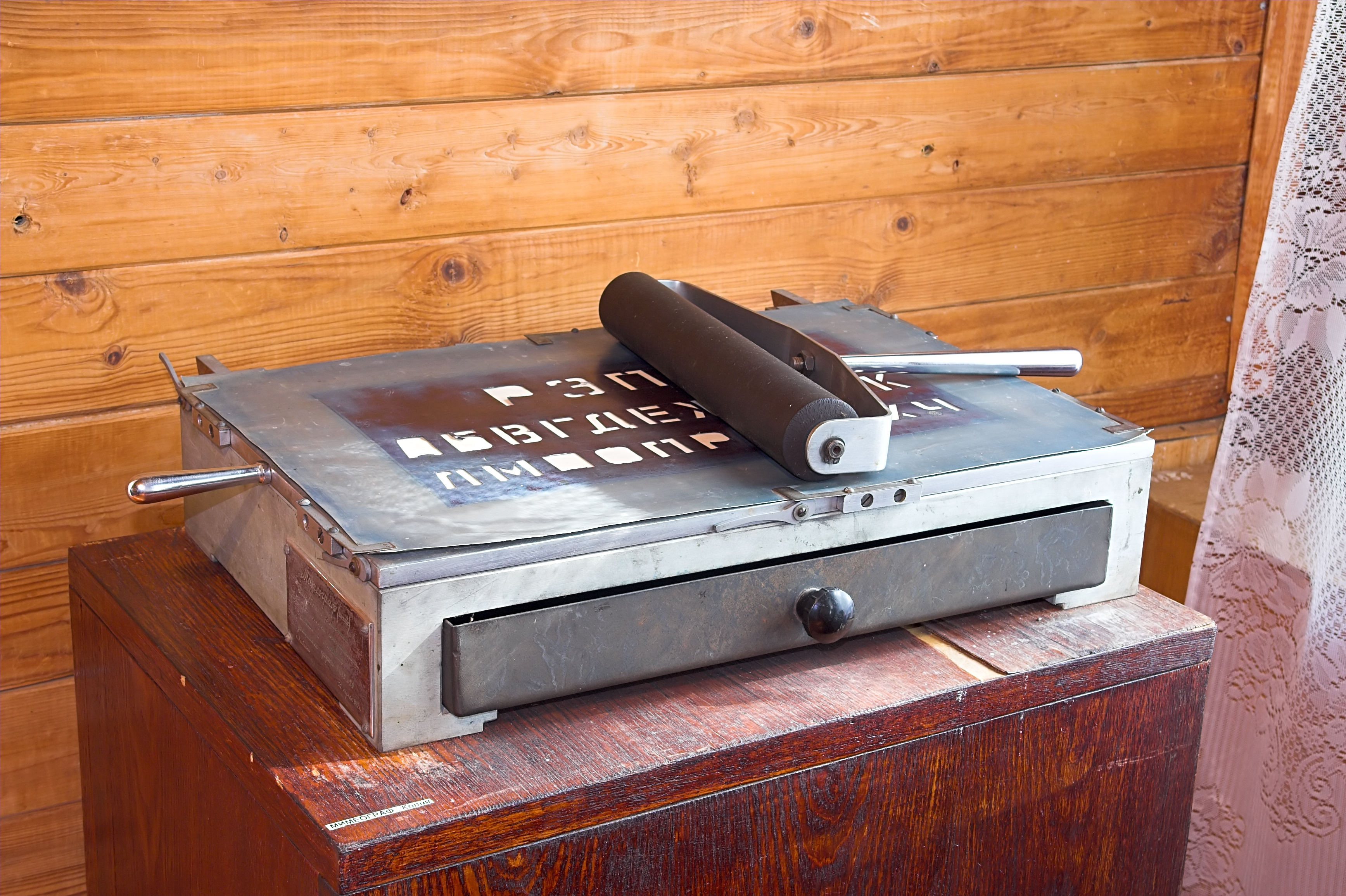
Um mimeógrafo usado na Rússia onde se observa um estêncil com caracteres do alfabeto cirílico.

Mimeógrafo (do grego mimeo: imitar, copiar + grafia: escrita) é um instrumento utilizado para fazer cópias de papel escrito em grande escala e utiliza na reprodução um tipo de papel chamado estêncil. Foi um dos primeiros sistemas de cópias em série utilizados no ensino.
O mimeógrafo é uma máquina que requer, para além da mão-de-obra, materiais para a geração de cópias a partir de uma matriz, como por exemplo: impressora matricial, papel sulfite ou de outro tipo, mesa de apoio, estêncil, scanner do texto e molha dedo.

## Histórico
O mimeógrafo foi lançado em 1880 e utilizado pela primeira vez em 1887, mas sua utilização efetiva ocorreu apenas no século XX. Apesar de ser visto como uma máquina obsoleta, principalmente por quem não atua na área educacional, ainda é comercializado por grandes lojas especializadas em informática e papelaria, o que comprova que ainda há demanda por ele. A aceitação mercadológica existe inclusive para mimeógrafos usados, conforme se verifica nos anúncios de jornais, revistas e internet, os quais o apresentam sob diversas marcas, tipos, pesos, e especificações em geral.

## Funcionamento
A utilização do equipamento dá-se da seguinte forma: posiciona-se a página a copiar sobre o papel estêncil e traça-se por cima os contornos dos caracteres; coloca-se o estêncil no mimeógrafo com folhas em branco; então gira-se a manivela. Seu ponto positivo é o baixo custo por cópia (dois centavos de real por cada cópia da matriz em 2009), enquanto seus pontos negativos são a as doenças decorrentes do uso, a baixa qualidade da cópia, os desperdícios de material (nem sempre a cópia é gerada com clareza) e a lentidão do serviço. Raramente precisa ser consertado, e quando precisa o custo de manutenção é baixo, quando comparado aos de fotocopiadoras, impressoras e scanners.

## Uso contemporâneo
Gestetner, Risograph e outras empresas ainda fabricam e vendem máquinas do tipo mimeógrafo altamente automatizadas que são externamente semelhantes às fotocopiadoras. A versão moderna de um mimeógrafo, chamada duplicadora digital ou copiadora, contém um scanner, um cabeçote térmico para corte de estêncil e um grande rolo de material de estêncil inteiramente dentro da unidade. O material do estêncil consiste em um filme de polímero muito fino, laminado em um tecido não tecido de fibra longa. Faz os estênceis e as montagens e desmonta-as automaticamente do tambor de impressão, tornando quase tão fácil de operar quanto uma fotocopiadora. O Risograph é o mais conhecido dessas máquinas.
Embora os mimeógrafos continuem sendo mais econômicos e energeticamente eficientes em quantidades médias, a fotocópia e a impressão offset são mais fáceis de usar e substituíram a mimeografia quase inteiramente nos países desenvolvidos. As máquinas mimeográficas continuam sendo usadas nos países em desenvolvimento porque é uma tecnologia simples, barata e robusta. Muitos mimeógrafos podem ser acionados manualmente, sem necessidade de eletricidade.

## Durabilidade
As imagens mimeografadas geralmente têm uma durabilidade muito melhor do que as imagens duplicadas, pois as tintas são mais resistentes à luz ultravioleta. O principal desafio da preservação é o papel de baixa qualidade frequentemente usado, que amarelaria e se degradaria devido ao ácido residual na polpa tratada da qual o papel foi feito. Na pior das hipóteses, cópias antigas podem se desintegrar em pequenas partículas quando manuseadas. Cópias mimeografadas têm durabilidade moderada quando papel sem ácido é usado.

## Usos e arte
Mimeógrafos e o duplicadores a álcool são intimamente relacionados, mas distintamente diferente, foram amplamente utilizados nas escolas para copiar testes e tarefas de casa. Eles também eram comumente usados para publicações amadoras de baixo orçamento, incluindo boletins de clubes e boletins de igrejas. Eles eram especialmente populares entre os fãs de ficção científica e histórias em quadrinhos, que os usavam extensivamente na produção de fanzines em meados do século XX, antes de a fotocópia se tornar barata.
Às vezes, letras e símbolos tipográficos eram usados para criar ilustrações, em um precursor da ASCII art. Como alterar a cor da tinta em um mimeógrafo pode ser um processo trabalhoso, que envolve a limpeza extensiva da máquina ou, em modelos mais novos, a substituição do tambor ou dos rolos e a execução do papel pela máquina pela segunda vez, alguns editores de fanzines experimentaram técnicas de pintura várias cores no bloco, especialmente Shelby Vick, que criou uma espécie de xadrez "Vicolor".

## Galeria

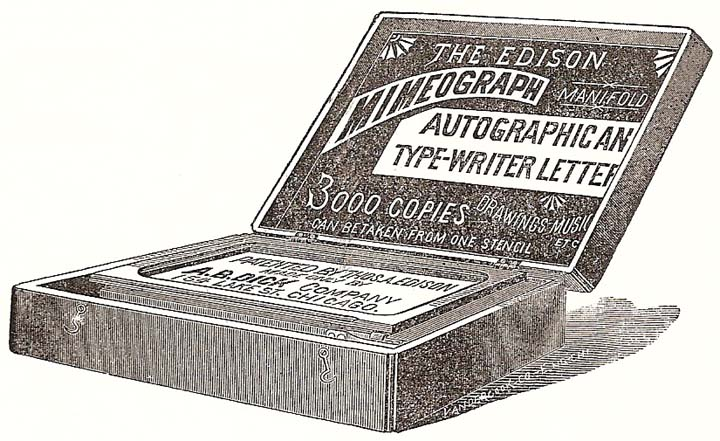
Anúncio de 1889 para o Edison Mimeograph
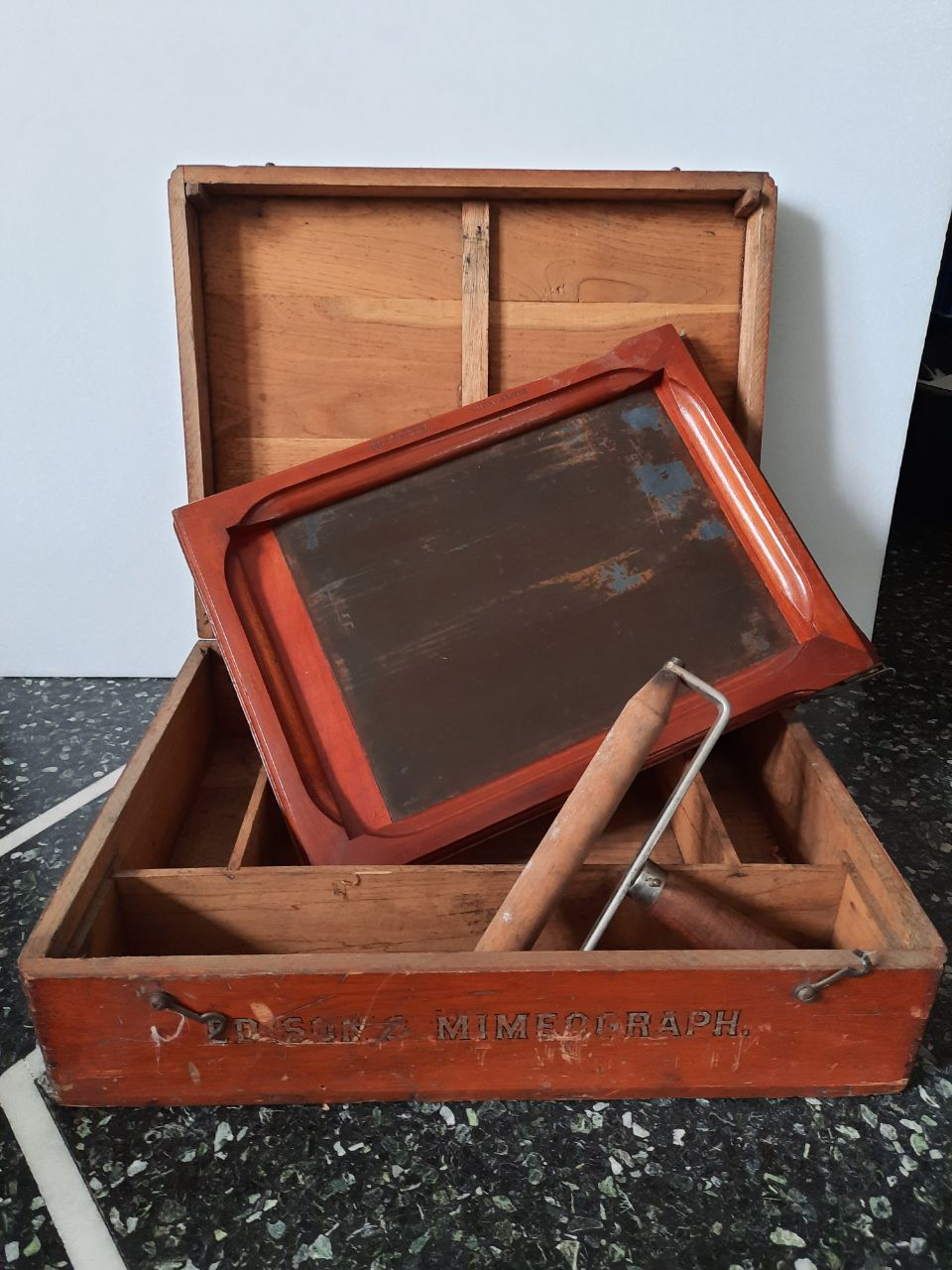
Um mimeógrafo Edison de madeira tamanho 12"
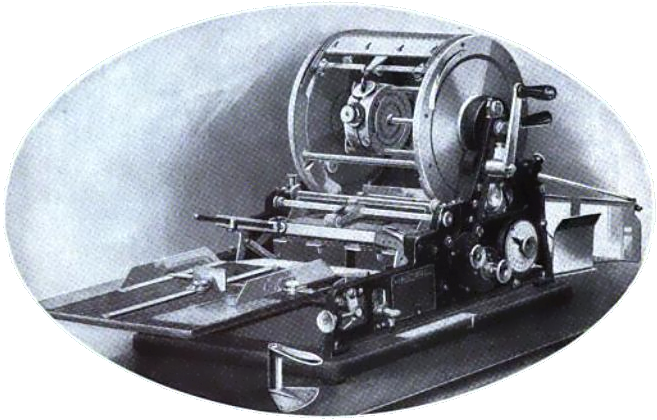
1918 ilustração de uma máquina de mimeógrafo
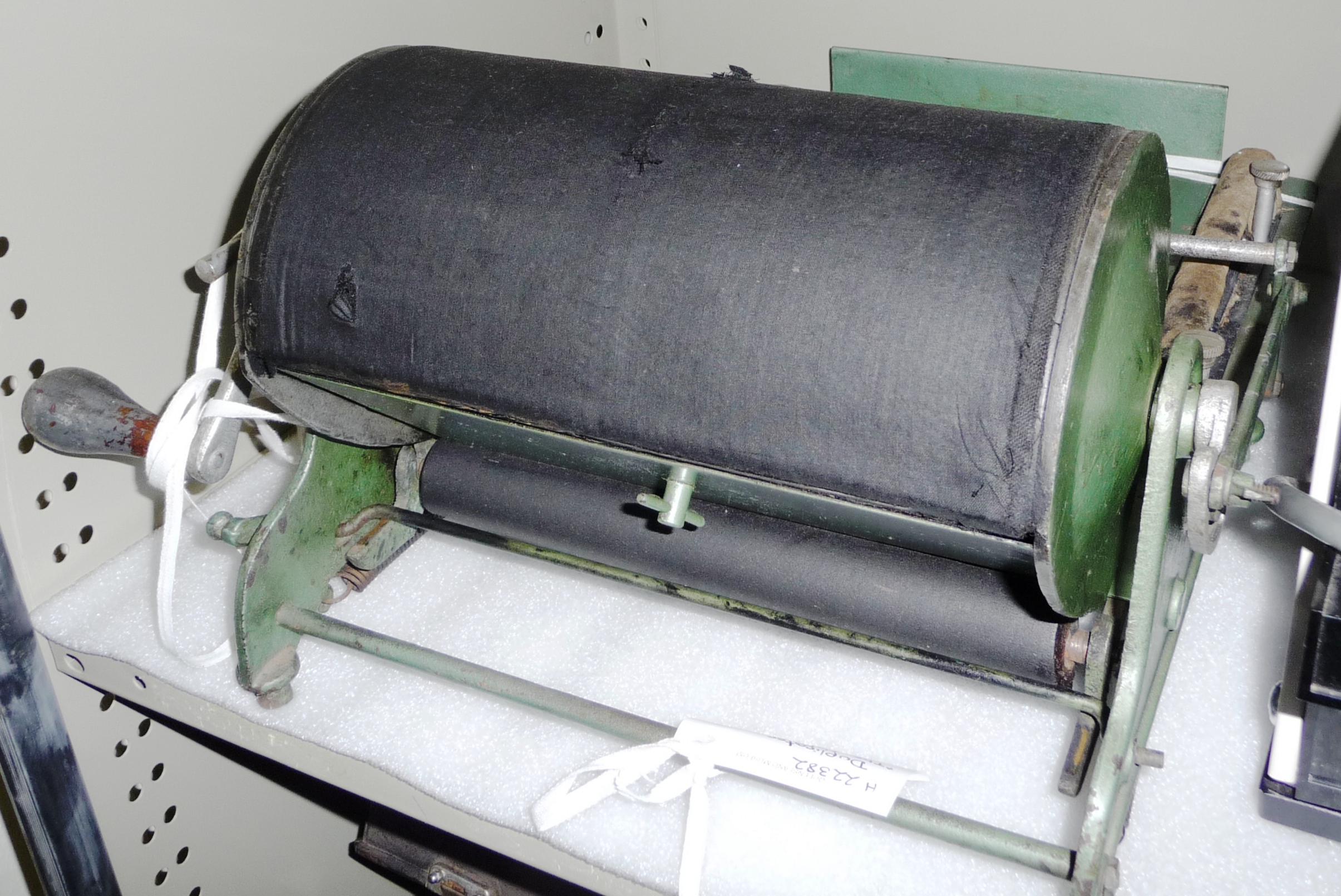
Duplicador "The National" de Jackson & O'Sullivan. Produzido em Brisbane, Queensland durante a Segunda Guerra Mundial.
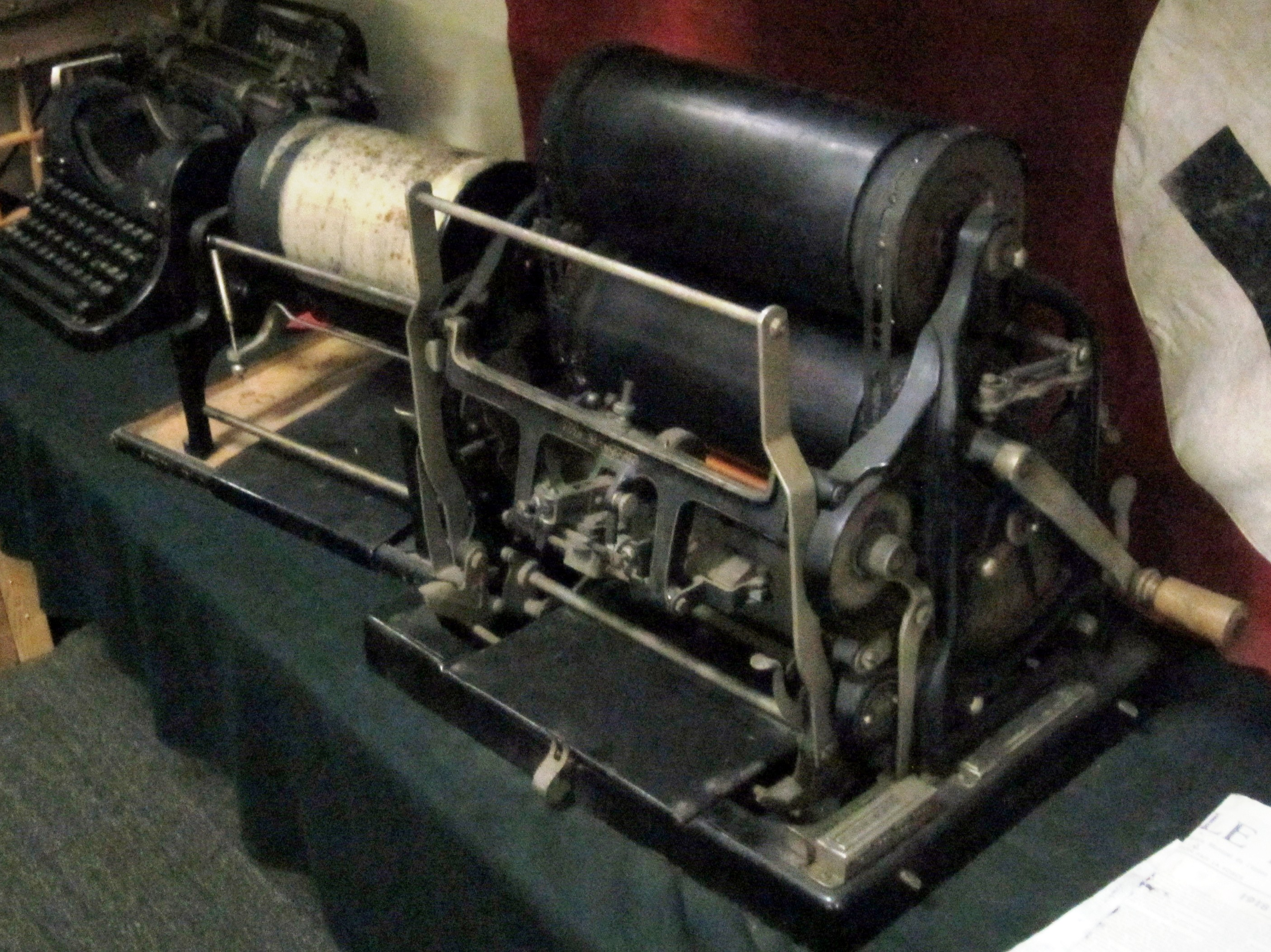
Máquinas mimeográficas usadas pela resistência belga durante a Segunda Guerra Mundial para produzir jornais e panfletos clandestinos